# Vlaamse Televisie Sterren 2012

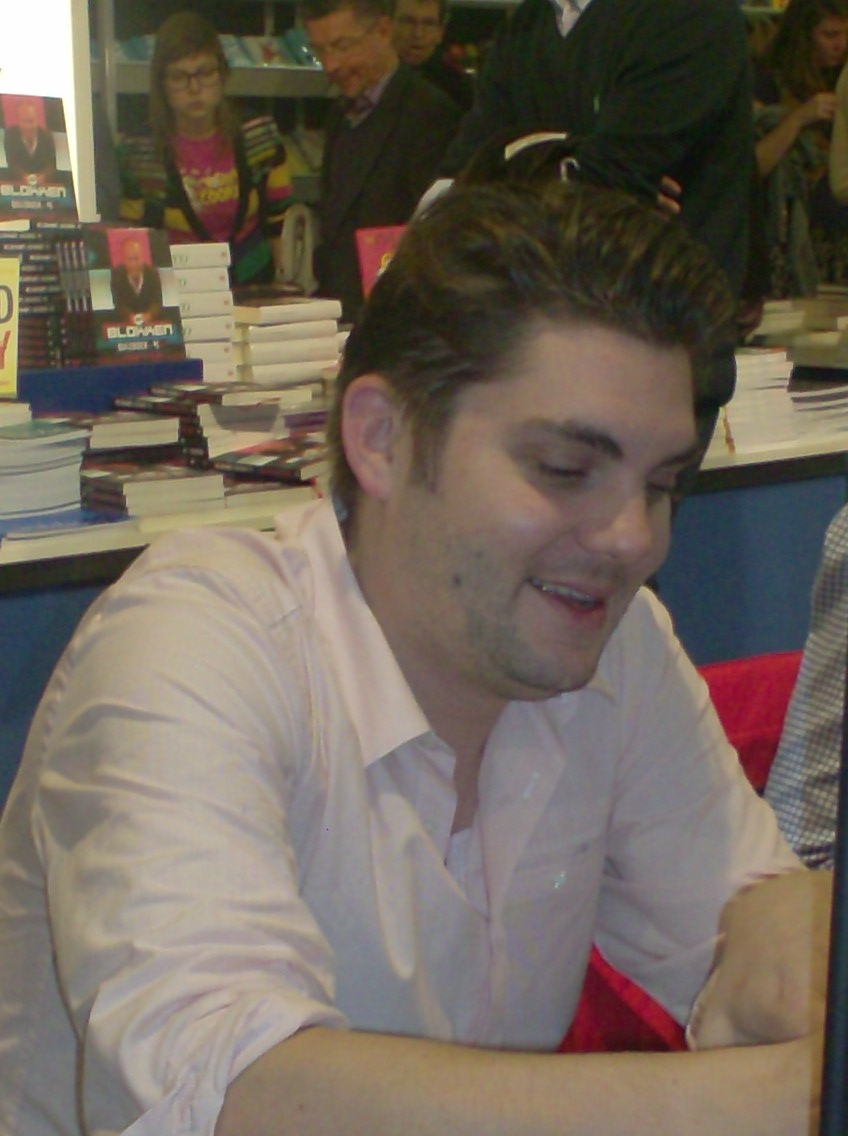
Jeroen Meus werd de populairste televisiepersoonlijkheid en won daarnaast nog twee awards voor z'n programma de Dagelijkse Kost.

De Vlaamse Televisie Sterren 2012 was de vijfde keer dat de Vlaamse Televisie Academie verscheidene programma's en tv-figuren bekroonde. De prijsuitreiking, De Nacht Van De Vlaamse Televisie Sterren 2012, werd voor de derde keer uitgezonden door Eén en ditmaal gepresenteerd door Kobe Ilsen en Francesca Vanthielen, presentatoren van respectievelijk Eén en VTM. Het evenement vond plaats op 24 maart 2012 in de Ethias Arena.
In totaal werden er 14 Televisie Sterren uitgereikt.
Er werd tijdens de liveshow ook hulde gebracht aan de in 2011 of begin 2012 overleden Tony Corsari, Yvonne Verbeeck, Jef Burm, La Esterella, Paul Wuyts en vele anderen. Jazzpianist Jef Neve zorgde voor de begeleidende muziek.
Verder was er tijdens de show een optreden van Eurovisiesongfestival 2012-kandidate Iris en van The Voice van Vlaanderen-finalisten Bert Voordeckers en Silke Mastbooms. Er werd daarnaast een parodie vertoond op Wat als? met in de hoofdrollen Tom Waes, Koen Wauters, Laurette Onkelinx en Goedele Devroy. Ook Walter Baele, Ivan Pecnik en Jonas Van Geel zorgden voor een komische noot met hun respectievelijke alter ego's Herman Van Rompuy, Marc Didden en Regi Penxten uit het sketchprogramma Tegen de sterren op.

## Winnaars
| Categorie                       | Winnaar                                       | Genomineerden                               | Uitgereikt door                                                                    |
| ------------------------------- | --------------------------------------------- | ------------------------------------------- | ---------------------------------------------------------------------------------- |
| Beste Acteur                    | Koen De Graeve (De Ronde, Eén)                | Guga Baúl (Tegen de sterren op, VTM)        | Tim Van Aelst en Bart Cannaerts                                                    |
| Beste Acteur                    | Koen De Graeve (De Ronde, Eén)                | Ben Segers (Wat als?, VTM)                  | Tim Van Aelst en Bart Cannaerts                                                    |
| Beste Acteur                    | Koen De Graeve (De Ronde, Eén)                | Bruno Vanden Broecke (Wat als?, VTM)        | Tim Van Aelst en Bart Cannaerts                                                    |
| Beste Actrice                   | Sien Eggers (Red Sonja, Canvas)               | Veerle Baetens (Code 37, VTM)               | Bart Peeters en Adriaan Van den Hoof                                               |
| Beste Actrice                   | Sien Eggers (Red Sonja, Canvas)               | Clara Cleymans (Tegen de sterren op, VTM)   | Bart Peeters en Adriaan Van den Hoof                                               |
| Beste Actrice                   | Sien Eggers (Red Sonja, Canvas)               | Nathalie Meskens (Tegen de sterren op, VTM) | Bart Peeters en Adriaan Van den Hoof                                               |
| Beste Presentator               | Steven Van Herreweghe (De Pappenheimers, Eén) | Koen Wauters (Idool 2011, VTM)              | Astrid Bryan                                                                       |
| Beste Presentator               | Steven Van Herreweghe (De Pappenheimers, Eén) | Jeroen Meus (Dagelijkse kost, Eén)          | Astrid Bryan                                                                       |
| Beste Presentator               | Steven Van Herreweghe (De Pappenheimers, Eén) | Marcel Vanthilt (Villa Vanthilt, Eén)       | Astrid Bryan                                                                       |
| Beste Presentatrice             | An Lemmens (The Voice van Vlaanderen, VTM)    | Phara de Aguirre (Panorama, Canvas)         | Tom Waes                                                                           |
| Beste Presentatrice             | An Lemmens (The Voice van Vlaanderen, VTM)    | Frieda Van Wijck (De Klas van Frieda, Eén)  | Tom Waes                                                                           |
| Beste Presentatrice             | An Lemmens (The Voice van Vlaanderen, VTM)    | Martine Tanghe (Het Journaal, Eén)          | Tom Waes                                                                           |
| Beste Drama                     | Code 37 (VTM)                                 | De Ronde (Eén)                              | Michaël R. Roskam                                                                  |
| Beste Drama                     | Code 37 (VTM)                                 | Het goddelijke monster (Eén)                | Michaël R. Roskam                                                                  |
| Beste Drama                     | Code 37 (VTM)                                 | Red Sonja (Canvas)                          | Michaël R. Roskam                                                                  |
| Beste Realityprogramma          | God en klein Pierke (Eén)                     | Astrid in Wonderland (Vijftv)               | Anne Somers en Martine Jonckheere                                                  |
| Beste Realityprogramma          | God en klein Pierke (Eén)                     | De Rechtbank (Eén)                          | Anne Somers en Martine Jonckheere                                                  |
| Beste Realityprogramma          | God en klein Pierke (Eén)                     | De weg naar Compostela (Eén)                | Anne Somers en Martine Jonckheere                                                  |
| Beste Informatieprogramma       | Het Journaal (Eén)                            | Het Nieuws (VTM)                            | Bruno Wyndaele en Frieda Van Wijck                                                 |
| Beste Informatieprogramma       | Het Journaal (Eén)                            | Reyers laat (Canvas)                        | Bruno Wyndaele en Frieda Van Wijck                                                 |
| Beste Informatieprogramma       | Het Journaal (Eén)                            | Belpop (Canvas)                             | Bruno Wyndaele en Frieda Van Wijck                                                 |
| Beste Lifestyleprogramma        | Dagelijkse kost (Eén)                         | 1000 zonnen (Eén)                           | Evy Gruyaert en Evi Hanssen                                                        |
| Beste Lifestyleprogramma        | Dagelijkse kost (Eén)                         | Groenland (Eén)                             | Evy Gruyaert en Evi Hanssen                                                        |
| Beste Lifestyleprogramma        | Dagelijkse kost (Eén)                         | Vlaanderen Vakantieland (Eén)               | Evy Gruyaert en Evi Hanssen                                                        |
| Beste Entertainmentprogramma    | The Voice van Vlaanderen (VTM)                | De Pappenheimers (Eén)                      | De Hendrikken (Jonas Geirnaert, Lieven Scheire, Koen De Poorter en Jelle De Beule) |
| Beste Entertainmentprogramma    | The Voice van Vlaanderen (VTM)                | So You Think You Can Dance (VTM)            | De Hendrikken (Jonas Geirnaert, Lieven Scheire, Koen De Poorter en Jelle De Beule) |
| Beste Entertainmentprogramma    | The Voice van Vlaanderen (VTM)                | Villa Vanthilt (Eén)                        | De Hendrikken (Jonas Geirnaert, Lieven Scheire, Koen De Poorter en Jelle De Beule) |
| Beste Humor- en Comedyprogramma | Tegen de sterren op (VTM)                     | Basta (Eén)                                 | Chris Willemsen                                                                    |
| Beste Humor- en Comedyprogramma | Tegen de sterren op (VTM)                     | Mag ik u kussen? (Canvas)                   | Chris Willemsen                                                                    |
| Beste Humor- en Comedyprogramma | Tegen de sterren op (VTM)                     | Wat als? (2BE)                              | Chris Willemsen                                                                    |
| Populairste Televisieprogramma  | Dagelijkse kost (Eén)                         | Astrid in Wonderland (Vijftv)               | Ingrid Lieten                                                                      |
| Populairste Televisieprogramma  | Dagelijkse kost (Eén)                         | Basta (Eén)                                 | Ingrid Lieten                                                                      |
| Populairste Televisieprogramma  | Dagelijkse kost (Eén)                         | De Pappenheimers (Eén)                      | Ingrid Lieten                                                                      |
| Populairste Tv-persoonlijkheid  | Jeroen Meus (Dagelijkse kost, Eén)            | Astrid Bryan (Astrid in Wonderland, Vijftv) | Philippe Geubels                                                                   |
| Populairste Tv-persoonlijkheid  | Jeroen Meus (Dagelijkse kost, Eén)            | An Lemmens                                  | Philippe Geubels                                                                   |
| Populairste Tv-persoonlijkheid  | Jeroen Meus (Dagelijkse kost, Eén)            | Nathalie Meskens                            | Philippe Geubels                                                                   |
| Rijzende Ster                   | Jonas Van Geel                                |                                             | Goedele Liekens en Erik Van Looy                                                   |
| Carrière Ster                   | Mike Verdrengh                                |                                             | Luc Appermont en Marie Vinck                                                       |

## Meervoudige winnaars en genomineerden

### Meervoudige winnaars
- 3: Dagelijkse Kost

### Meervoudige genomineerden
- 4: Dagelijkse Kost, Tegen de Sterren Op
- 3: Astrid in Wonderland, De Pappenheimers, Wat als?
- 2: An Lemmens, Code 37, De Ronde, Jeroen Meus, Nathalie Meskens

## Decor
Het decor van deze editie van de uitreiking van de Televisie Sterren viel in de prijzen: op de PromaxBDA Europe Awards haalde het de eerste plaats in de categorie Best Set Design.